# Dave Henderson (Eishockeyspieler)
Dave Henderson (* 13. März 1952 in Winnipeg, Manitoba) ist ein ehemaliger französisch-kanadischer Eishockeyspieler und jetziger -trainer. Sein Sohn Brian Henderson ist ebenfalls ein professioneller Eishockeyspieler. 

## Karriere
Dave Henderson begann seine Karriere als Eishockeyspieler in Frankreich beim HC Amiens Somme, für dessen Profimannschaft er zwischen 1975 und 1994 in der höchsten und zweithöchsten französischen Spielklasse aktiv war. Anschließend lief er noch zwei Jahre lang für die zweite Mannschaft des Vereins in der drittklassigen Division 2 auf. Bereits während seiner aktiven Zeit war er als Spielertrainer für Amiens tätig. Von 1996 bis 1999 übernahm er das Amt als Cheftrainer des Profiteams, mit dem er 1999 den französischen Meistertitel gewann. 
Von 1999 bis 2004 war er als Cheftrainer für die U20-Junioren-Nationalmannschaft Frankreichs tätig. Seither ist er zusammen mit Pierre Pousse Cheftrainer der Herren-Nationalmannschaft, mit der ihm 2007 der Aufstieg in die Top-Division gelang.   

### International
Für Frankreich nahm Henderson an der C-Weltmeisterschaft 1981 teil.

## Erfolge und Auszeichnungen
- 1999 Französischer Meister mit dem HC Amiens Somme (als Cheftrainer)
- 2002 Aufstieg in die Top-Division bei der U20-Junioren-Weltmeisterschaft der Division I (als Cheftrainer)
- 2007 Aufstieg in die Top-Division bei der Weltmeisterschaft der Division I (als Cheftrainer)
- 2018 Aufnahme in den Temple de la renommée du hockey français